# 高允權
高允权（？—953年），延州人。五代十国官员。
祖父高怀迁曾任延州郡牙将。怀迁的次子高萬金生允權。初为义川主簿，历肤施县令，歷官彰武军节度使（治延州，今陕西延安北）。后晋开运末年（946年），后汉高祖刘知远遣使就加高允权检校太傅，仍正授旄钺。刘知远入汴，高允权屡修贡奉。后汉隐帝即位，加检校太尉、同平章事。其妻刘氏是太子太师劉景巖孫女，景巖家富饒，允權想霸占，乃誣景巖謀反加以殺害。关西贼平，方面例覃恩命，加检校太师。后周太祖郭威即位，加兼侍中。广顺三年（953年）正月，春天病逝。子高绍基謀自立，诈称父疾病。觀察判官李彬切諫不可，被殺。高绍基以李彬谋反为名上报朝廷，并“屡奏杂虏犯边，冀得承袭”。后周太祖郭威识破高绍基的阴谋，命静难节度使折从阮分兵屯延州，又命供奉官张怀贞领禁军屯驻鄜州、延州。高绍基才被迫将军府事务都移交给节度副使张匡国。